# Magdalena Tulli
Magdalena Tulli (Varsavia, 20 ottobre 1955) è una scrittrice, traduttrice e psicologa polacca di origine italiana.

## Opere
Figlia di un intellettuale italiano, Ludovico Tulli, e di un'ebrea polacca sopravvissuta dall'Olocausto, Magdalena Tulli cresce a Varsavia.
Sny i kamienie, 1995 (Sogni e pietre, Voland, 2010), il suo primo romanzo, ha vinto l'importante premio della Fondazione Kościelski in Polonia: Tulli è stata più volte tra i finalisti al premio Nike, il più prestigioso riconoscimento letterario polacco.
I suoi romanzi W czerwieni (1998) e Tryby (2003) sono stati accolti con grande successo di critica. Skaza (Difetto, Atmosphere libri, 2012) è stato pubblicato nel 2006.
Con il suo romanzo L'imperfezione (2007) è stata tra i finalisti del premio Nike, il più prestigioso riconoscimento letterario polacco.
I suoi libri sono tradotti in tedesco, francese, italiano, inglese, russo, spagnolo, ucraino e svedese.

## Traduzioni
Ha tradotto opere di Marcel Proust e di Italo Calvino in polacco. 

## Vita privata
La scrittrice vive a Varsavia, dove lavora come traduttrice e psicologa.